# Gracilinanus microtarsus
Espèce
Répartition géographique
Statut de conservation UICN

 LC  : Préoccupation mineure
Gracilinanus microtarsus est une espèce d'opossum de la famille des Didelphidae. Il est endémique du sud-est du Brésil.